# Pettino (L'Aquila)
Pettino (Pittìnu in dialetto aquilano) è un quartiere dell'Aquila situato nella periferia nord occidentale della città, da cui dista circa 3 km. L'area è tecnicamente una delle 59 frazioni che compongono L'Aquila, ma per la continuità urbana con il capoluogo e la presenza di strutture ed enti di importanza non prettamente locale, può essere considerata a tutti gli effetti  un quartiere cittadino. Conta circa 15 000 abitanti ed è tra i più grandi dell'Aquila nonostante lo spopolamento subito in seguito al terremoto del 2009 che lo ha duramente colpito.

## Storia
L'antica Pitinum, costruita tra il I ed il II secolo d.C., è considerata il primo insediamento dell'area posta alle pendici del Monte Marine e del Monte Pettino. Il villaggio sorse per motivi commerciali sul percorso della via Claudia Nova che congiungeva Amiternum, e quindi la via Cecilia, con l'altopiano di Navelli e, proseguendo, con la via Tiburtina. A partire dal X secolo perse importanza soprattutto in relazione agli insediamenti di San Sisto, possedimento dei Rivera, e di Sant'Anza con cui partecipa, nel XIII secolo, alla fondazione dell'Aquila.
Destinata a residenza estiva della borghesia aquilana per decenni, l'area venne duramente colpita dal terremoto del 1703, originato secondo molti studiosi dalla faglia, detta appunto di Pettino, e che si sviluppa alle pendici del monte omonimo, e rimase a lungo abbandonata. Nel piano regolatore redatto da Giulio Tian nel 1917, l'area è destinata ad uso agricolo.
L'edificazione moderna di Pettino cominciò nel dopoguerra con la costruzione di ville e nuclei sparsi di case. Il grande sviluppo avvenne però negli anni settanta anche in seguito alla realizzazione dell'autostrada A24 per Roma, il cui tratto sino al casello L’Aquila Ovest venne aperto nel 1975, e del piano regolatore dello stesso anno che aprì le porte all'espansione nella periferia nord-occidentale della città. In breve tempo l'intero territorio delimitato dall'ansa dell'autostrada venne occupato e, successivamente, le propaggini urbane si estesero lungo le principali arterie stradali verso Sassa (a sud-ovest) e verso San Vittorino (a nord-ovest, dove si consolidò l'insediamento di Pettino).
Negli anni ottanta l'area, fino a quel momento caratterizzata quasi esclusivamente da insediamenti residenziali, venne qualificata da alcuni insediamenti culturali e formativi, tra i quali l'Accademia di belle arti, progettata da Paolo Portoghesi, ed il liceo scientifico Andrea Bafile, progettato da Luigi Zordan. Negli anni novanta la costruzione del Palazzo Silone, sede della Regione Abruzzo, accentuò la centralità del quartiere in relazione ai principali flussi urbani cittadini tanto che nel 2004 venne approvata la costruzione di una linea tranviaria che congiungesse la frazione di Coppito, sede universitaria ed ospedaliera, con il nucleo storico dell'Aquila, poi mai completata. Nel 2009 l'area, che come detto è attraversata da una faglia sismica, ha subito gravi danni dal terremoto del 6 aprile ed un conseguente spopolamento.

## Descrizione

### Geografia e confini urbani
Pettino si sviluppa nel territorio a nord-ovest dell'Aquila, alle pendici dell'omonimo monte ed a cavallo dell'autostrada A24. Il quartiere si estende lungo la strada statale 80 che sale sul versante occidentale del Gran Sasso e collega L'Aquila con Arischia, formando con i quartieri vicini e con il capoluogo un unico agglomerato urbano. Le strade principali sono via della Comunità Europea, via Leonardo Da Vinci e via Antica Arischia, tutte disposte lungo la direttrice che va da sud-est a nord-ovest. Nonostante non vi siano apposite documentazioni comunali, per evidenti limiti urbani i suoi confini possono essere ricondotti a:
- via Ugo Piccinini, a sud-est, al confine con il quartiere di Santa Barbara e della Piazza d'Armi
- la strada statale 80, a sud-ovest, al confine con il territorio di Coppito
- via Enrico Fermi, a nord-ovest, al confine con il quartiere di Cansatessa
- il monte Marine ed il monte Pettino, a nord-est

Il quartiere forma, con i vicini Coppito, Cansatessa e San Vittorino, la V Circoscrizione.

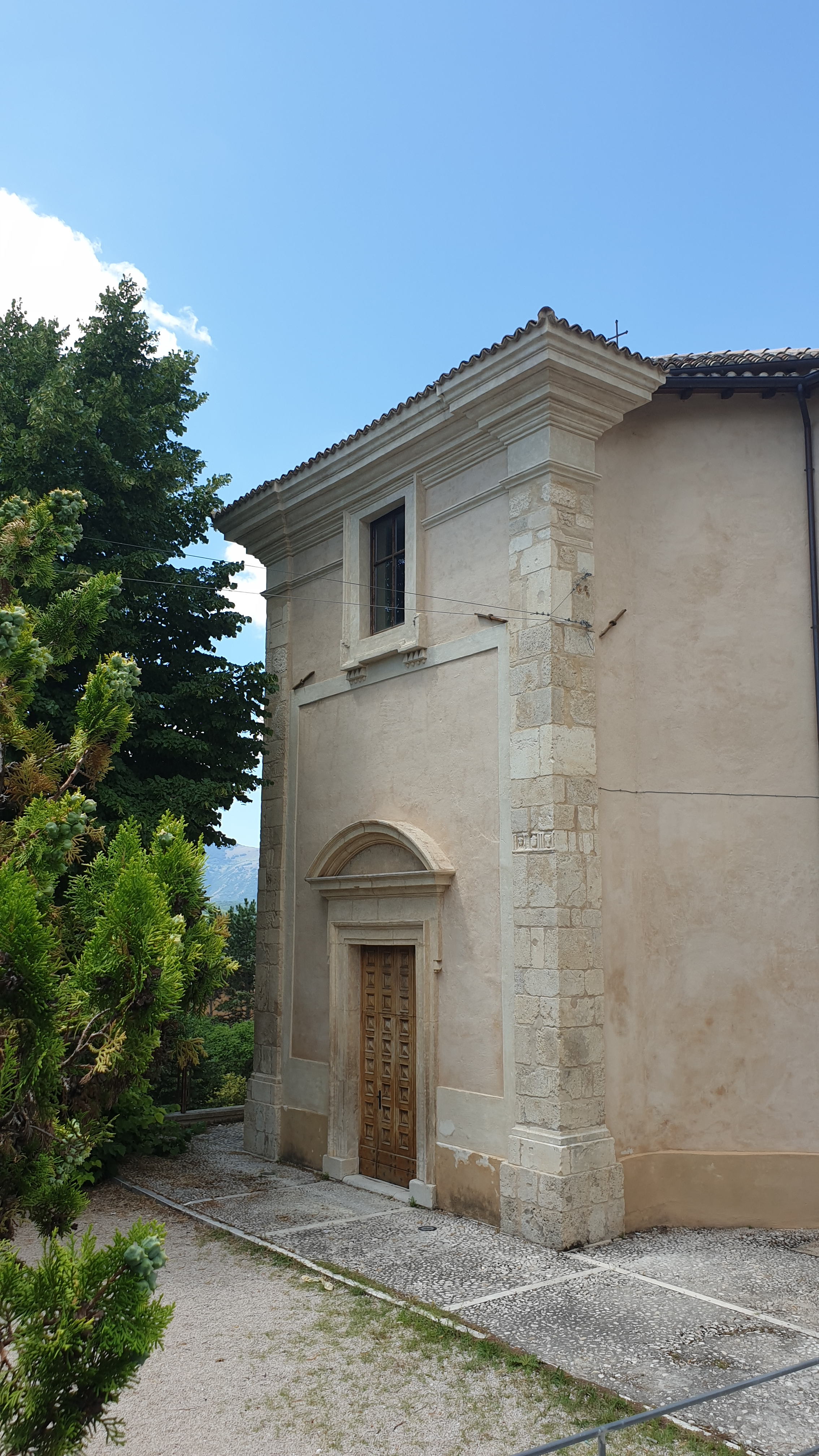
Chiesa della Madonna di Pettino, o di Santa Maria delle Grazie

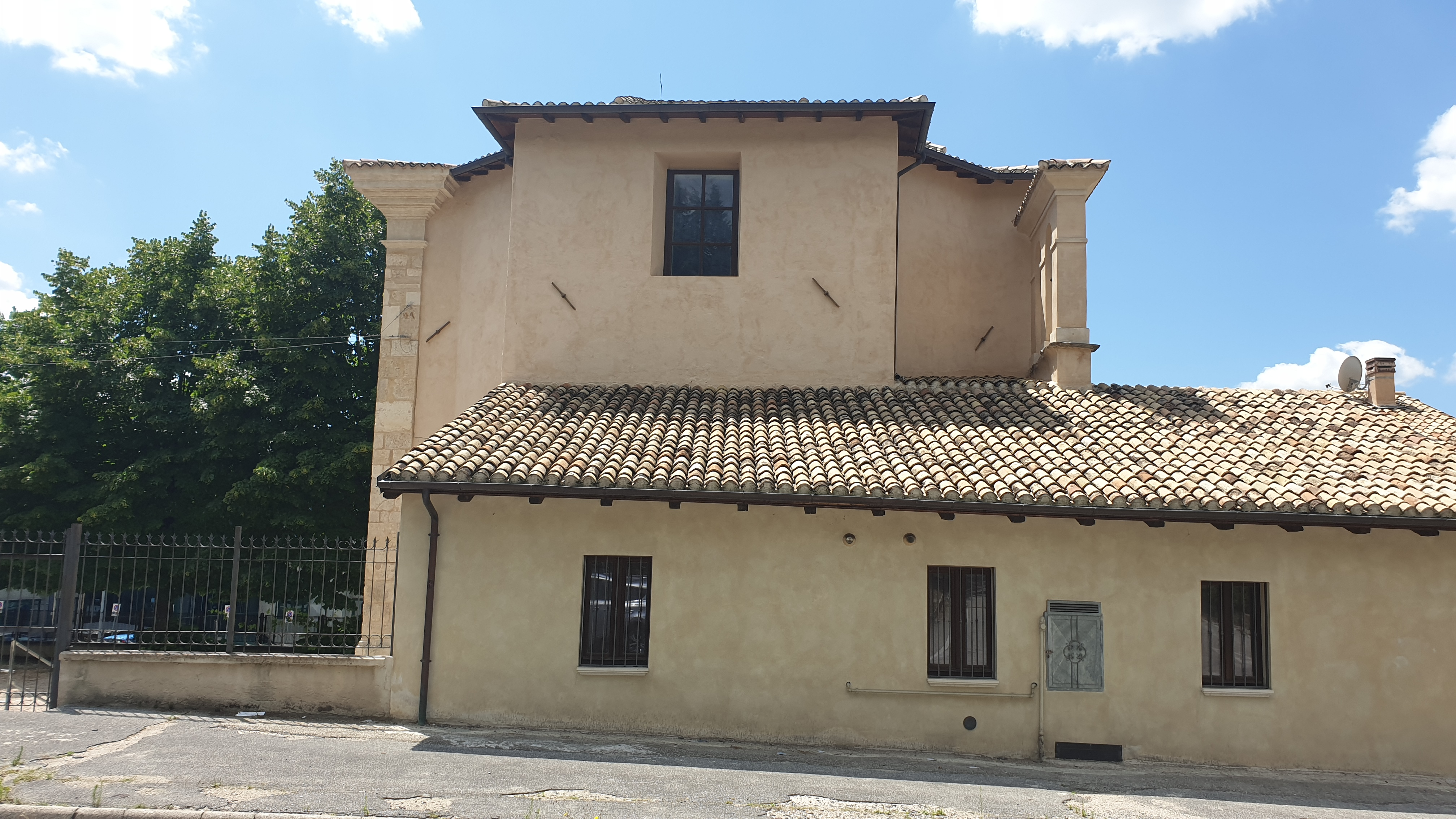
Retro della chiesa della Madonna di Pettino

### Strutture e luoghi d'interesse
Essendo un quartiere prettamente moderno, Pettino non ospita monumenti storici al contrario delle altre frazioni e quartieri del capoluogo. Al suo interno sono tuttavia situate strutture di particolare rilevanza quali:
- la caserma Campomizzi, area militare di circa 16 ettari situata al confine sud orientale del quartiere, a ridosso della Piazza d'Armi
- la chiesa di San Bernardino a Piazza d'Armi, situata tra questo piazzale e via Ugo Piccinini, è stata realizzata nel 2010 per ospitare la parrocchia della basilica di San Bernardino, dopo i danni del sisma del 2009. La chiesa, realizzata con materiale smontabile in vetro, ferro e legno, dall'aspetto molto geometrico, e dall'aula unica allungata a rettangolo, ancora oggi officia le sue funzioni, ed è diventata una delle principali chiese di questo quartiere.

- la chiesa di Santa Maria delle Grazie e la relativa parrocchia, si trova in via Antica Arischia, ed è detta anche la "Madonna di Pettino". Esisteva sin dal XVII secolo come cappella di pastori, è stata rifatta dopo il 1703 con il curioso impianto di croce greca con i bracci del transetto appena sporgenti, e pianta centrale, anche se l'altare è presso un braccio della croce. Ha aula centrale cilindrica, con la grande cupola sferica che si erge dalla trabeazione. La chiesa è il principale monumento storico della frazione moderna, danneggiata dal sisma del 2009, è stata riaperta nel 2015.

- Parrocchia di San Francesco d'Assisi, è stata costruita poco più a sud della Madonna di Pettino, lungo viale della Comunità Europea, ed è la chiesa più grande di questa frazione. Realizzata tra il 2008 e il 2010, ha l'impianto a ventaglio, con l'ampia abside a vela, e una torre campanaria cilindrica.

- il liceo classico "Domenico Cotugno", si tratta di una sede provvisoria, dato che la struttura del Palazzo del Convitto sul corso Vittorio Emanuele è inagibile per il terremoto. Si trova in via Leonardo da Vinci.

- il Palazzo Silone, imponente struttura direzionale sede della giunta e della presidenza della Regione Abruzzo, in cui trova posto anche la biblioteca regionale Benedetto Croce. Il palazzo è stato realizzato nel 1997, si trova in via Leonardo da Vinci.
- la sede dell'Accademia di belle arti dell'Aquila, progettata da Paolo Portoghesi, si trova in via Cerfennia, un vicolo di viale Leonardo da Vinci, poco distante dal Palazzo Silone.
- un istituto superiore ed una scuola media, via Leonardo da Vinci
- un cinema multisala, nominato "Movieplex", l'unico multisala dell'Aquila, situato in viale Leonardo da Vinci.  È il principale cinema multisala del capoluogo.
- due centri commerciali, L'Aquilone al confine con Cappito (via Saragat), e il Globo Center al confine col quartiere Pile.